# Ambrogio Campodonico
Ambrogio Campodonico (ur. 14 sierpnia 1792 w Castel Gandolfo, zm. 22 marca 1869 tamże) – włoski duchowny rzymskokatolicki, dyplomata papieski, internuncjusz apostolski w Brazylii.

## Biografia
W latach 1835–1839 pracował w Nuncjaturze Apostolskiej na Sardynii.
30 marca 1841 papież Grzegorz XVI mianował go internuncjuszem apostolskim w Brazylii. Urząd ten pełnił do 8 listopada 1845